# Torfowisko Dobra
Torfowisko Dobra – użytek ekologiczny w województwie pomorskim, w powiecie słupskim, w gminie Dębnica Kaszubska, w obrębie ewidencyjnym Gogolewo, około 2,5 km na północ od północnych zabudowań wsi, na obszarze Wysoczyzny Damnickiej, utworzony dnia 13 maja 2008 na mocy Uchwały Nr XV/80/2008 Rady Gminy Dębnica Kaszubska z dnia 14 lutego 2008 r. w sprawie utworzenia użytków ekologicznych. Całkowita powierzchnia użytku wynosi 0,83 ha.

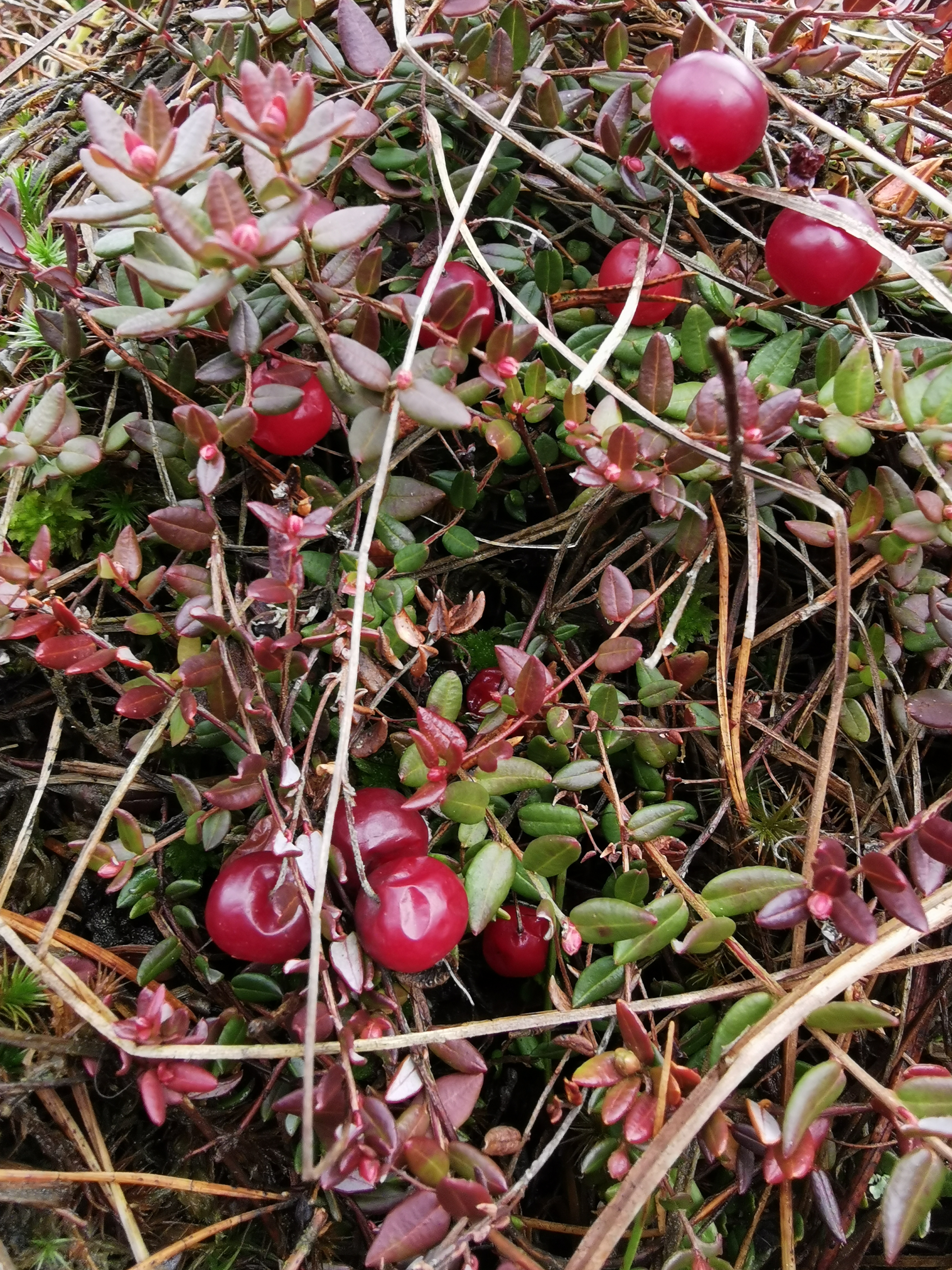
Żurawina błotna (Vaccinium oxycoccos) w obszarze użytku

Przedmiotem ochrony jest śródleśne torfowisko przejściowe, którego stan ocenia się jako bardzo dobry (siedlisko przyrodnicze 7140 – torfowiska przejściowe i trzęsawiska (przeważnie z roślinnością z Scheuchzerio-Caricetea)). Na dzień powołania użytku występowały tam trzy gatunki roślin objęte ochroną ścisłą – rosiczka okrągłolistna (Drosera rotundifolia), bagnica torfowa (Scheuchzeria palustris), turzyca bagienna (Carex limosa) – i jeden gatunek objęty ochroną częściową – torfowiec kończysty (Sphagnum fallax). Od 2014 turzyca bagienna nie jest już gatunkiem prawnie chronionym. Oprócz nich stwierdzono także obecność wełnianki wąskolistnej (Eriophorum angustifolium). Wśród drzew użytku dominują sosny zwyczajne (Pinus sylvestris) i brzozy brodawkowate (Betula pendula). Drzewostan uzupełnia wierzba biała (Salix alba) oraz kruszyna pospolita (Frangula alnus) w podszycie.
Właścicielem gruntu jest Skarb Państwa, zarządcą „Lasy Państwowe” Nadleśnictwo Łupawa, w obszarze leśnictwa Podole Małe.
Około 500 m na południe od „Torfowiska Dobra” położony jest inny użytek ekologiczny – „Moczary”. W odległości około 1 km na południowy zachód leży Jezioro Dobrskie.